# Лондонський книжковий ярмарок
Лондонський книжковий ярмарок (ЛКЯ) — це великий ярмарок книговидавництва, який проводять щорічно, зазвичай у квітні, у Лондоні, Англія. ЛКЯ — це глобальний майданчик для переговорів щодо прав, продажу та розповсюдження контенту через друковані, аудіо, телевізійні, кіно- та цифрові канали.

## Історія
1971 року Ліонель Левенталь разом зі своїм діловим партнером Клайвом Бінґлі організували Спеціальну виставку видавців для бібліотекарів, у якій 22 експоненти демонстрували свої книги на стільницях. Згодом масштаби та вплив заходу зросли та почали охоплювати більші та загальніші видавництва. 1975 року ініціали ЛКЯ вперше з'явилися, коли ярмарок було перейменовано на SPEX'75: Лондонський книжковий ярмарок. До 1977 року SPEX було скасовано, і народилася назва Лондонський книжковий ярмарок.

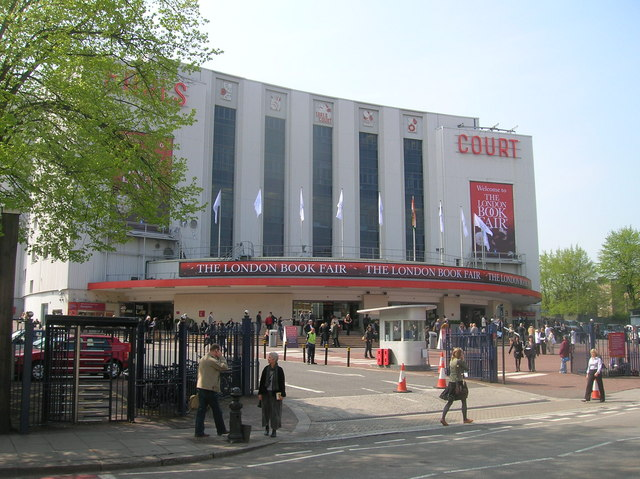
Лондонський книжковий ярмарок в Ерлс-Корт

До 2006 року Лондонський книжковий ярмарок проводили у виставковому центрі Олімпія, але того ж року він переїхав до виставкового центру ExCeL у лондонських доках. Через загалом несприятливі відгуки відвідувачів щодо нового місця проведення, як-то незручності транспортного сполучення чи інфраструктури приміщення, а також втручання, спричиненого іншими виставками та їхніми запрошеними відвідувачами, книжковий ярмарок повернувся до західного Лондона 2007 року та відбувся у виставковому центрі Earls Court з 16 по 18 квітня. Після 2007 року Лондонський книжковий ярмарок проводили у виставковому центрі Ерлс-Корт. 2015 року ЛКЯ повернувся та відбувся в лондонській Олімпії з 14 по 16 квітня в рамках Лондонського тижня книги та екрану. Після успіху 43-ї події 2016 року Лондонський книжковий ярмарок залишився в Олімпії.
Лондонський книжковий ярмарок з роками зріс за розмірами та значенням і нині вважається другою після Франкфуртського книжкового ярмарку «меккою для європейських видавців, продавців книг, агентів з прав та спостерігачів за медіатрендами».
За даними Джекса Томаса, директора Лондонського книжкового ярмарку, після 42 років лідерства на книжковому ринку та серед виставок, нині ярмарок відвідують понад 25 000 видавців, продавців книг, літературних агентів, бібліотекарів, постачальників медіа та галузевих товарів з понад 100 країн. Книговидавці приїжджають до Лондона, щоб рекламувати свої майбутні видання, а також продавати та купувати похідні права та права на переклад книг в інших видавництв. Понад 1700 міжнародних експонентів беруть участь у Лондонському книжковому ярмарку.
50-й захід мав відбутися 2020 року, але був скасований через пандемію COVID-19 як запобіжний захід.

## Події
Сам ярмарок охоплює широкий спектр інтересів та ринків у видавничій галузі, зокрема переговори щодо прав, продаж і розповсюдження контенту через друковані, аудіо, телевізійні, кіно- та цифрові канали, а також традиційніші форми друкованого видавництва. Упродовж усього тижня Лондонського книжкового ярмарку відбувається багато заходів, починаючи від ділових зустрічей між видавничими компаніями, представлення книг читачам та відвідувачам, численних семінарів та майстер-класів для обговорення актуальних питань та тенденцій у галузі, а також оголошення призів та нагород.

### Нагороди
Серед премій та відзнак, що вручаються на ЛКЯ, є нагороди Trailblazer Awards, що відзначають молоді таланти у видавничій справі, та LBF International Excellence Awards, яку проводять у партнерстві з Асоціацією видавців.
Премію за життєві досягнення Лондонського книжкового ярмарку вручають щорічно з 2004 року, лауреатами були:
- 2004 – Джон Лайонс, Little, Brown, Велика Британія та США
- 2005 – Лінетт Овен, Pearson Education, Велика Британія
- 2006 – Крістофер Маклегоуз, MacLehose Press, Велика Британія
- 2007 – Лорд Вейденфелд, Weidenfeld&Nicolson, Великобританія
- 2008 – Пітер Маєр, Overlook Press та Duckworth, Велика Британія та США[7]
- 2009 – Дренка Віллен, Гаркорт, США
- 2010 – Антуан Галлімар, Éditions Gallimard, Франція
- 2011 – Сонні Мехта, Alfred A. Knopf, Inc., США [8]
- 2012 – Хорхе Ерральде, Editions Anagrama, Іспанія
- 2013 – Міхаель Крюгер, Hanser Verlag, Німеччина
- 2014 – Дебора Роджерс, Rogers, Coleridge & White, Велика Британія[9]
- 2015 – Пітер Асборн, видавництво Usborne, Велика Британія[10]
- 2016 – Ґейл Ребак, Penguin Random House, Велика Британія[11]
- 2017 – Луїз Шварц, Companhia das Letras, Бразилія[12]
- 2018 – Сара Міллер МакК'юн, видавництво SAGE, США[13]
- 2019 – Доротея Бромберг, Brombergs Bokförlag, Швеція[14]
- 2020 – Найджел Ньютон, Bloomsbury Publishing, Велика Британія[15]
- 2021 – Маргарет Басбі, Велика Британія[16]
- 2022 – Хіросі Хаякава[17][18]
- 2023 – Клаус Флюґґе, Andersen Press, Великобританія[19]
- 2024 – ЯнгСук (YS) Чі, США[20]
- 2025 – Глорія Бейлі, Велика Британія[21][22]

### Конференції
2015 року захід також охоплював спеціальну конференцію «Конференція цифрових ідей у видавництві», яка відбулася у понеділок перед головним ярмарком, а також освітню програму з понад 300 семінарів та заходів у рамках програми Insights.

### Індустрія відеоігор
Новим фокусом ЛКЯ 2015 була увага до індустрії відеоігор. З розвитком цифрових технологій та зростанням рівня залученості людей, особливо дітей та підлітків, багато авторів та видавців шукають новий спосіб розповідати історії, який може допомогти читачам більше взаємодіяти з фентезі та отримувати нові знання під час ігор. Кілька відомих фахівців з ігрової індустрії відвідали ярмарок та виступили з доповідями про свої ідеї та концепції, які допомагають як видавничій, так і ігровій індустрії розширювати межі та створювати нову форму конвергенції медіа.

## Програма «Ринок-фокус»
Програма «Ринок-фокус» Лондонського книжкового ярмарку щороку представляє одну визначну країну чи регіон з метою привернення уваги до торговельних зв’язків видавничої справи з цією територією, її видавничої галузі та можливостей ведення бізнесу з рештою світу.
Серед країн та регіонів, на яких орієнтований ринок, були арабський світ, Індія, Південна Африка, Росія, Туреччина, Китай, Південна Корея, Мексика, Польща, країни Балтії – Естонія, Латвія, Литва, Індонезія.

## Лондонський тиждень книги та екрану
Започаткований у 2014 році, Лондонський тиждень книги та екрану був покликаний відзначити важливість книги та письмового слова в основі креативного контенту в усіх форматах. Кульмінацією тижня, що охоплював цілий тиждень подій, став Лондонський книжковий ярмарок, який відбувся 43-й раз.
Лондонський тиждень книги та екрану, що проходив у різних місцях столиці, запрошував усіх, хто займається написанням, читанням та створенням контенту для книг та екранів у всіх форматах – від електронних книг до кіноекранів.
Серед іншого, він охоплював конференцію «Видавництво для цифрового розуму», нещодавно запущений «Технологічний вівторок», авторів цьогорічного «Маркет Фокуса» та захід з творчого письма безпосередньо для споживача.
Тиждень був зосереджений на видавничій справі та сторітеллінгу від концепції до споживача, привертаючи увагу до авторів, лідерів галузі, сценаристів, агентів, видавців, роздрібних торговців, онлайн-продавців, розробників, технологічних гуру та стартапів.

## Суперечка
2012 року Лондонський книжковий ярмарок призначив Генеральне управління преси та публікацій, організацію з цензури у Китаї, для вибору китайських авторів, які будуть представлені на заході. Китайських авторів, як-от лауреата Нобелівської премії Ґао Сіньцзяня, не запросили. Представник Британської Ради, яка є великим фінансовим спонсором книжкового ярмарку, схвалив це рішення, заявивши, що обрані автори є більш репрезентативними, оскільки «вони живуть у Китаї та пишуть там свої книги», на відміну від «інших письменників, які виїхали». Китайський письменник у вигнанні Ма Цзянь використав червону фарбу, розмазану по обличчю, та копію своєї забороненої книжки «Пекінська кома», протестуючи проти заходу. Його також «пограбували», коли він намагався подарувати Лю Біньцзе копію книжки на ярмарку.
Програму «China Market Focus 2012» висвітлювали низка міжнародних та британських ЗМІ, зокрема Ізабель Гілтон з The Guardian.

## Зовнішні посилання
- Офіційний сайт
- На Лондонському книжковому ярмарку відкрився український стенд 11.03.2025
- Як минув Лондонський книжковий ярмарок для українських видавництв 18.03.2024
- Лондонський книжковий ярмарок: фокус на перемовинах і заблюрена Україна 05.05.2023